# Takashi Shimizu
Pour les articles homonymes, voir Shimizu.
Pour le sculpteur, voir Takashi Shimizu (sculpteur).
Takashi Shimizu (清水 崇, Shimizu Takashi), né le 27 juillet 1972 à Maebashi, est un réalisateur japonais. Il est le créateur de la série de films Ju-on.

## Filmographie

### Comme réalisateur
- 1997 : Last Bronx ~Tokyo Bangaichi~ (ラストブロンクス -東京番外地-?)
- 1998 : Katasumi (片隅?) et 4444444444, deux courts métrages de Gakkō no kaidan G (学校の怪談G?)
- 2000 : Ju-on (呪怨?)
- 2000 : Ju-on 2 (呪怨2, Ju-on 2?)
- 2000 : Shin rei bideo V: Hontō ni atta kowai hanashi - kyōfu shinrei shashin-kan (心霊ビデオＶ 本当にあった怖い話 恐怖心霊写真館?)
- 2000 : Shin rei bideo VI: Hontō ni atta kowai hanashi - kyōfu tarento taikendan (心霊ビデオＶＩ 本当にあった怖い話 恐怖タレント体験談?)
- 2001 : Tomie: Re-birth (富江 re-birth?)
- 2003 : Ju-on: The Grudge (呪怨, Ju-on: The Grudge?)
- 2003 : Ju-on: The Grudge 2 (呪怨, Ju-on: The Grudge 2?)
- 2004 : The Grudge (呪怨, Ju-on?)
- 2004 : Marebito (稀人, Marebito?)
- 2004 : Dark Tales of Japan (日本のこわい夜, Nihon no kowaiya?)
- 2005 : Réincarnation (輪廻, Rinne?)
- 2006 : The Grudge 2 (呪怨2, Ju-on 2?)
- 2009 : The Shock Labyrinth 3D (戦慄迷宮3D, Senritsu meikyu 3D?)
- 2011 : Tormented (ラビット・ホラー３Ｄ, Rabitto horā 3D?)
- 2014 : Vol 7500 : aller sans retour (Flight 7500)
- 2014 : Kiki's Delivery Service (魔女の宅急便, Majo no takkyūbin?)
- 2016 : Ame onna (雨女?) (court métrage)
- 2017 : Kodomo tsukai (こどもつかい?)
- 2019 : Inunaki, le village oublié (犬鳴村, Inunaki mura?)[1]
- 2021 : Suicide Forest Village (樹海村, Jukai mura?)[2]
- 2021 : Homunculus (ホムンクルス, Homunkurusu?)[2]

### Comme producteur
- 2009 : The Grudge 3 de Toby Wilkins
- 2013 : Rigor Mortis de Juno Mak

### Comme acteur
- 2008 : Tokyo Gore Police (東京残酷警察, Tōkyō zankoku keisatsu?) de Yoshihiro Nishimura (en) : le policier chinois (caméo)
- 2009 : Vampire Girl vs Frankenstein Girl (吸血少女対少女フランケン, Kyūketsu shōjo tai shōjo Furanken?) de Yoshihiro Nishimura (en) et Naoyuki Tomomatsu : le professeur de chinois (caméo)
- 2010 : Helldriver (ヘルドライバー, Herudoraibā?) de Yoshihiro Nishimura (en) : lui-même (caméo)
- 2011 : Karate-Robo Zaborgar (電人ザボーガー, Denjin Zabōgā?) de Noboru Iguchi : King Africa (caméo)

## Jeux vidéo
- 2015 : NightCry (réalisateur des cinématiques du jeu vidéo)